# 清源乡 (营山县)
清源乡，是中华人民共和国四川省南充市营山县曾经下辖的一个乡。2019年10月，撤销清源乡，将其所属行政区域划归木顶乡管辖。

## 行政区划
清源乡撤销前下辖以下地区：
沿河村、梨子村、黄草村、莲台村、两岔村、白井村、红豆村、石碾村、石板村和元井村。